# Splatterfilm
Splatterfilm er en særlig filmtype, der er kendetegnet ved ekstrem brug af blod og lemlæstelse, til tider med en humoristisk tone. Det kan være horrorfilm, gangsterfilm, samuraifilm, etc.. Typiske eksempler på splatterfilm er Herschell Gordon Lewis' Two Thousand Maniacs (1964), Peter Jacksons Braindead (1992) og Mel Gibsons The Passion of the Christ (2004).
Udtrykket "splatterfilm" kommer fra det engelske "splatter movies", som blev introduceret af filmkritikeren John McCarty i starten af 1980'erne.
Siden 2006 er splatterfilm også blevet kaldt torture porn, et nedladende udtryk introduceret af kritikeren David Edelstein.